# نظريات الفقر
تعتمد النظريات التي تحلل أسباب الفقر على الاستراتيجيات والسياسات المُتبعة للحد من الفقر. يُعد الفقر في الدول المتطورة نتيجة أخطاء شخصية أو هيكلية، إلا أنه في الدول النامية يعتمد على نقص الموارد المالية للحكومات. تُركز بعض النظريات على الجوانب الثقافية كعامل من عوامل التأخر، بينما تُركز نظريات أخرى على الجوانب السياسية والاجتماعية كعوامل مساعدة لانتشار الفقر، فمعرفة أسباب الفقر وعوامله لها دور محوري ورئيسي للتخفيف من حدته.

## أسباب الفقر في الولايات المتحدة الأمريكية

### الفقر نتيجة أخطاء شخصية
عندما يتعلق الأمر بأسباب الفقر في الولايات المتحدة الأمريكية نتيجة الأخطاء الشخصية، فهناك محوران رئيسيان للتفكير، أكثرهما شيوعًا هو الممارسات والعادات الشخصية السيئة للأفراد التي تدفع الفرد تجاه الأخطاء ومن ثَم تجاه خط الفقر، وتتراوح تلك السمات من الجانب الشخصي مثل الكسل، حتى المستوى التعليمي للأفراد. وبالرغم من وجود مستويات مختلفة لتلك السمات السيئة، إلا أنها دائمًا ما تُعتبر كأخطاء شخصية كَون الفرد لم يستطع الهروب من خط الفقر. وينبع هذا الاتجاه الفكري من مبدأ حكم الجدارة أو الميريتوقراطية المُسيطر على تفكير الولايات المُتحدة ككل، فالميريتوقراطية حسب كاثرين إس. نيومان هي «الرأي القائل بأن ذوي الكفاءات يستحقون مكافآت، بينما أولئك الذين لم يحصلوا على مكافآت هم أشخاص غير جديري بالاحترام»، وهذا لا يعني أن المؤمنين بمبدأ الميريتوقراطية يعتقدون بأن الفقراء يستحقون مستوى المعيشة المتدني. الفكرة الرئيسية لهذا المبدأ هي عدم قدرة الفرد على مواكبة البرامج الاقتصادية والاجتماعية للدولة مثل البرامج الترفيهية، وبالتالي يُنسب هذا الفشل إلى الشخص نفسه ولا يجب على الدولة تعويضه أو إرضاءه.

### الفقر نتيجة أخطاء هيكلية
يقدم رانك ويون وهيرشل وجهة نظر مُعارضة للفكرة السابقة وهي أن سبب الفقر هو الإخفاقات الشخصية للأفراد. ففي وجهة نظرهم أن الفقر في الولايات المُتحدة بسبب « إخفاقات على مستوى الهيكل الإداري »، وحدد الثلاثي من خلال مقالتهم الأسباب الرئيسية للفقر في الولايات المتحدة من خلال عوار الهيكل الاقتصادي والاجتماعي. أولًا يعود الأمر إلى فشل السوق في توفير فرص عمل للأفراد مُقابل أجر جيد لهم ولأسرهم يرتفع بهم عن خط الفقر، وحتى لو كان مستوى البطالة منخفض، فسوق العمل مُشبع بالوظائف منخفضة الأجر وذات الدوام الجزئي، وهذا النوع من العمل يحرم العامل من مزايا كثيرة، وبالتالي يقلل فرص العمل ذات الأجور المرتفعة وبدوام كلي.
فحص رانك ويون وهيرشل دراسة استقصائية عن الدخل وبرامج المشاركة للأفراد في الولايات المتحدة SIPP ( دراسة مطولة عن أجور العمالة الأمريكية ). بالاعتماد على خط الفقر الرسمي لسنة 1999 وهو 17.029 دولار أمريكي لأسرة من أربعة أفراد، وجدوا أن 9.4% من العمالة الأمريكية تعمل بدوام كامل، و14.9% تعمل بدوام جزئي ولا يكفيهك أجرهم للهروب من خط الفقر. أظهرت دراسة أخرى أن 29% من العائلات الأمريكية مُعرضة لعدم توافر دخل مادي لمدة ستة أشهر متتالية، ولم يستطع 50% من المستطلعين الحصول على دخل لمدة شهرين، بينما 20% لم يستطيعوا العمل لفترة أكثر من أسبوعين. ساهم انخفاض الحد الأدنى من الأجور، مع انتشار الوظائف ذات الدوام الجزئي والتي لا تقدم أي امتيازات، بالإضافة لعجز سوق العمل عن توفير فرص عمل بدوام كلي ذات أجور مرتفعة، ساهم كل ذلك على عدم مساعدة الأسر للهروب من خط الفقر، وكل ذلك يعني فشل الهيكل الاقتصادي.
يشير رانك ويون وهيرشل إلى الحد الأدنى من شبكات الأمان الاجتماعي الموجودة بالولايات المُتحدة كأحد أنواع الاخفاقات الاجتماعية للدولة وأحد العوامل الرئيسية لانتشار الفقر. تكرس العديد من الدول الصناعية الأخرى موارد أكثر لمجابهة الفقر أكثر من الولايات المتحدة، وبالتالي ينخفض معدل الفقر بشكل ملحوظ في تلك الدول. وباستخدام الاحصائيات سنة 1994 سنجد أن معدل الفقر دون تدخل الحكومة كالآتي: الولايات المتحدة الأمريكية 29%، كندا 29%، فنلندا 33%، فرنسا 39%، ألمانيا 29%، هولندا 30%، النرويج 27%، السويد 36%، والمملكة المتحدة 38%. سنجد أن مُعدل الولايات المتحدة منخفض مقارنة بالبقية. ولكن عند تطبيق برامج الفقر سنجد أن معدل انخفاض الفقر في الولايات المتحدة 38%، بينما في كندا والمملكة المتحدة 66%، والسويد وفنلندا والنرويج هم الأعلى 80%.
بالأضافة لكل ذلك فإن قانون المسؤؤلية الأبوية لا يُطبَّق في الولايات المتحدة، وبالتالي يصبح أولياء الأمر للأطفال البالغين أكثر فقرًا من غيرهم.

## أسباب الفقر في الدولة النامية

### السمات الثقافية للفقر
تلعب التنمية دورًا رئيسيًا في انخفاض معدل الفقر في دول العالم الثالث. يرى بعض الاقتصاديين أن العقلية القومية نفسها للأفراد تلعب دورًا هامًا في محاولة الدولة للتطور وانخفاض معدل الفقر. يبرز ماريانو غروندانا عشرين «عامل ثقافي» يُستدل من خلالهم على قابلية أو رفض البيئة الثقافية للمجتمع للتنمية. ويشير لورانس هاريسون بدوره إلى «القيم» بصورة مشابهة لعوامل غروندانا الثقافية كدلائل على قابلية المجتمع أو رفضه للتقدم. وفي النهاية يشير ستيس ليندساي بأن الفارق بين الأمم المناهضة للتقدم والأخرى التي تدعمه، هو الفوارق الذهنية مثل القيم التي تؤثر على قرارات الإنسان، وتلك الفوارق الذهنية ماهي إلا نتاج ثقافة المجتمع. يعتقد غروندانا وهاريسون وليندساي بأنه دون وجود توجهات تنموية تدعمها أفكار عقلية وذهنية، ستجد الدول صعوبة تقترب لدرجة الاستحالة للتنمية، ويصبح من الضروري تغيير بعض الأفكار والمعتقدات في تلك الدول لخفض معدل الفقر.
يُشير ماريانو غروندانا في باب «التصنيف الثقافي للتنمية الاقتصادية» في كتابه المسائل الثقافية إلى أن التنمية هي مجموعة من القرارات التي قد تكون مؤيدة للتنمية الاقتصادية أو معارضة لها، وتنبع تلك القرارات من البيئة الثقافية للمجتمع. فكل القيم الثقافية تشكل مع بعضها «منظومة قيمية ثقافية»، تلك الأنظمة تؤثر بشكل كبير في عملية اتخاذ القرار وتطبيقه ونتائجه. وفي نفس الكتاب يوضح ليندساي في جزئه المخصص أن قرارات الأفراد هي نتيجة أفكاره العقلية، فتلك الأفكار تؤثر في كل أفعال الإنسان. وبالتشابه مع الأنظمة القيمية لغروندانا فإن تلك الأفكار العقلية والنماذج الذهنية هي التي توجه الأفراد تجاه التنمية وبالتالي مجابهة الفقر.
يطرح غروندانا منظومتين قيمتين ثقافيتين، إحداهما تدعم التنمية والأخرى تعارضها، ولكن المنظومة القيمية الحقيقية هي التي تتأرجح بين القطبين، ونستنتج من هنا أن الدول المتقدمة تنزح تجاه أحد الأقطاب، والدول المتخلفة تنزح تجاه القطب الأخر. يمضي غروندانا في استعراض عشرين عاملًا ثقافيًا يشكلوا المنظومة القيمية. فالدين السائد، ودور الفرد في المجتمع، والقيم المُنظمة للعمل، ومفهوم الثروة والمنافسة والعدالة والوقت، بالإضافة لدور التعليم، كل هذا يشكل العوامل الثقافية للمنظومة القيمية. يحدد هاريسون تحت عنوان «تعزيز التغيير الثقافي للتنمية» من كتاب المسائل الثقافية القيم التي تفرق بين «الثقافات التقدمية» وبين «الثقافات الساكنة»، فالدين وقيمة العمل، والعدالة الشاملة، والاهتمام بالوقت يقعون ضمن القيم التي تضمنها مقاله، وتشبه عوامل غروندانا. ولكن هاريسون أضاف أيضًا التوفير والمجتمع نفسه كعوامل مؤثرة. وبإتباع نفس النمط الخاص بغروندانا وهاريسون، فإن ليندساي يقدم «أنماط التفكير» التي تفرق بين الأمم التي تنزح في الإتجاه المعاكس على مقياس التنمية. يركز ليندساي على العوامل الاقتصادية بشكل أكبر مثل حجم وقيمة رأس المال وخصائص السوق. ولكن المواضيع الرئيسية التي تنبثق من تلك القوائم التي أعدها الاقتصاديون لوصف خصائص الثقافات التنموية هي الثقة في الفرد مع تعزيز قدراته الخاصة، اعتماد حرية التفكير في بيئة منفتحة وآمنة، أهمية القدرة على طرح الأسئلة وإجابتها وتحفيز الأفراد، أهمية القانون وسيطرته على الجميع، تحديد إطار زمني للأهداف العملية المُراد تحقيقها، تحقيق مبدأ الميريتوقراطية بالإضافة للاستقلالية داخل العالم، الاهتمام بأخلاقيات العمل والقيم التي تمنح صاحبها مكافآت، التركيز على الاقتصاد الجزئي والقيم الغير اقتصادية ولكنها ليست ضد الاقتصاد.
خصائص منظومة القيم للنظام الغير تنموي هي تثبيط النشاط الإنساني عن طريق حجب المعلومات وفرض رقابة عليها، فرض توجهات معينة على الماضي والحاضر وتعيين أهداف يصعب تحقيقها، التركيز على الاقتصاد الكلي دون الجزئي، اختيار شخص دون الكفاءة المطلوبة للمناصب القيادية ما يسمح بانتشار الفساد، عدم تطبيق العدالة والقانون بشكل متساوي على كل الأفراد (الاعتماد على العلاقات العائلية)، والتعامل بسلبية مع العالم المحيط.
يعتقد غروندانا وهاريسون وليندساي بأن هناك العديد من التوجهات التي لا بد أن تتغير في الثقافات المناهضة للتنمية؛ للسماح بتلك الدون باللحاق بركب الدول المتطورة. فحسب آراءهم فالفقر ناتج من بعض العوامل الثقافية بالدول النامية، ومن أجل السيطرة عليه، لا بد على تلك الدول أن تسير بطريق التنمية.

## تسمية الفقر
يعتقد الكثير من المنظرين أن طريقة التعامل مع الفقر وتحديده لغويًا والتفكير به، تلعب دورًا هامًا في الحد منه. تشرح مايا غرين بأن الأدب المقترن بالتنمية يصف الفقر بالقوة ذات التأثير الكبير، فعندما يوصف الفقر بالقوة فتلك دلالة على تأثيره على الناس. فالفقر يجذب الناس إليه، والناس بدورهم يصبحون جزءًا منه مُتخلين عن صفاتهم الإنسانية. وبنفس الطريقة تعتقد غرين أن الفقر يحجب العلاقات الاجتماعية لكل الأفراد الذين يعانون منه، كتب أراغون أبادوري عن «شروط الاعتراف» المأخوذة من «نقاط الاعتراف» لتشارلز تايلور، تلك الشروط التي تعطي الفقراء والعوامل المُسببة لفقرهم له هيئتهم المستقلة، واستخدام لفظ «يعطي» هنا للدلالة على افتقار الفقراء للتواصل الاجتماعي والاقتصادي، وبالتالي لا يمتلكون أي تأثير في المجتمع أو شئ يُمكن لهم تقديمه. يُستخدم مُصطلح «الفقر» بصورة مُعممة، وبالتالي يصعب على الفقراء تحديد موقفهم الاجتماعي بدقة؛ لأن موسوعية المصطلح تشمل الفوارق التاريخية، وأسباب عدم المساواة الاجتماعية، وغالبًا ما تفشل محاولات التغلب عالفقر لأننا نهتم بمحو القالب الرئيسي للفقر دون الاهتمام العوامل المحيطة به.
هناك طرق محددة لوضع إطار محدد لمصطلحي الفقر والفقراء وذلك عن طريق تسليط الضوء عليهم بطريقة عكسية، ففي الأدب التنموي يصبح الفقر شيئًا يُهاجم أو يُبعَد عن المجتمع، إذ يُعتبر مشكلة واحدة يجري حلها. وعند التعامل معه بنظرة سلبية واعتباره مُجسمًا يتم تضخيمه وتعزيزه، وبالتالي تتعزز فكرة عدم المساواة بين الأفراد من خلال نشر فكرة الفقراء المستحقين. فحتى لو لم تتغير أنماط التفكير للمجتمع، فإن العرض السلبي للفقر سيغير ولو بشكل طفيف سياسات إعادة التوزيع، وذلك حسب أراء أبادوري.